# Щитник італійський
Щитник італійський (Graphosoma italicum) — вид клопів з родини щитників (Pentatomidae). Яскраві червоно-чорні клопи, поширені в Європі.

## Таксономія
До 2017 року назва Graphosoma italicum вважалася синонімічною до виду Graphosoma lineatum, проте філогенетичний аналіз виявив окремість двох видів, другий з яких поширений у Північній Африці та Сицилії.

## Опис
Тіло цегляно-червоне, з чорними поздовжніми смугами, 0,8-1,1 см у довжину. Щиток великий, але не ширший за передньоспинку при основі. Передньоспинка з 6-ма поздовжніми чорними смугами. На ободку черевця зі спини та з черевного боку наявні поперечні чорні плями.
Личинки бурі, непримітні. Мешкають на суцвіттях рослин родини окружкових.

## Підвиди
- G. i. italicum (Müller, 1766) — основний ареал.
- G. i. sardiniensis Lupoli, 2017 — ендемік Сардинії, вирізняється червонуватими ніжками.